# Wile E. Coyote și Road Runner
Wile E. Coyote (știut și ca „The Coyote”) și Road Runner sunt personaje fictive din seriile de desene animate ale Looney Tunes și Merrie Melodies. Personajele au fost create de directorul de animație Chuck Jones în 1948 pentru Warner Brothers, în timp ce aventurile lor au fost create de scriitorul Michael Maltese⁠(en)[traduceți]. Personajele au devenit staruri în multele serii de episoade scurte (primele 6 au fost scrise de Maltese). 
De la ce vine E-ul nu este niciodată indicat în desene, dar într-o revista de benzi desenate din 1975 este scris că vine de la „Ethelbert”. („E”-ul mai poate fi pus și pentru a forma fraza „Wiley Coyote”). Deși prenumele coiot-ului este, de obicei pronunțat cu un „e” lung, ca acela al animalului („ky-O'-tee”), în cel puțin un caz (To Hare is Human⁠(en)[traduceți]), personajul este auzit spunându-și numele cu un „a” lung („ky-O'-tay”) într-o încercare de a părea intelectual.
Coiotul a apărut și în câteva episoade ca un personaj negativ în desenele animate Bugs Bunny. Deși el nu vorbește în episoadele Coyote-Road Runner, el vorbește cu un accent rafinat în aceste apariții (se autointroduce ca „Wile E. Coyote - super geniu”). Vocea lui este interpretată de Mel Blanc. Road Runner-ul nu vorbește pe parcursul seriilor, ci scoate doar niște sunete distincte: „beep, beep” și un zgomot de limbă. „Beep, beep”-ul a fost înregistrat de Paul Julian⁠(en)[traduceți].

## Personaje
- Coiotul Wile. E - Wile. E este un coiot care vrea să-l prindă pe Road Runner dar nu reușește niciodată. El este foarte naiv având de obicei idei ciudate, ca de exemplu să arunce cu o bombă în Road Runner
- Road Runner - Road Runner este un cuc alergător care este mereu fugărit de Coiotul Wile. E. Fără să vrea (sau nu) el scapă basma curată de fiecare dată.

## Lista de desene
1. Fast and Furry-ous
2. Beep, Beep
3. Going! Going! Gosh!
4. Zipping Along
5. Stop! Look! And Hasten!
6. Ready, Set, Zoom!
7. Guided Muscle
8. Gee Whiz-z-z-z-z-z-z
9. There They Go-Go-Go!
10. Scrambled Aches
11. Zoom and Bored
12. Whoa, Be-Gone!
13. Hook, Line and Stinker
14. Hip Hip-Hurry!
15. Hot-Rod and Reel!
16. Wild About Hurry
17. Fastest with the Mostest
18. Hopalong Casualty
19. Zip 'N Snort
20. Lickety-Splat
21. Beep Prepared
22. Adventures of the Road Runner (film)
23. Zoom at the Top
24. To Beep or Not to Beep
25. War and Pieces
26. Zip Zip Hooray!
27. Road Runner a Go-Go
28. The Wild Chase
29. Rushing Roulette
30. Run, Run, Sweet Road Runner
31. Tired and Feathered
32. Boulder Wham!
33. Just Plane Beep
34. Hairied and Hurried
35. Highway Runnery
36. Chaser on the Rocks
37. Shot and Bothered
38. Out and Out Rout
39. The Solid Tin Coyote
40. Clippety Clobbered
41. Sugar and Spies
42. Freeze Frame
43. Soup or Sonic
44. Chariots of Fur
45. Little Go Beep
46. The Whizzard of Ow
47. Looney Tunes: Back in Action (film)
48. Coyote Falls
49. Fur of Flying
50. Rabid Rider

### În limba română
- Probleme cu baloane
- Metal Greu
- Dispare In 60 De Mili Secunde
- Explozibil De Iarna
- Wile E. Sisyphus
- Lansare Esuata
- Tacut Dar Mortal
- O Cazatura De Sus